# John Carter (político)
John Gregorio Carter (Cane Grove, 27 de enero de 1919-Bethesda, Maryland, 23 de febrero de 2005) fue un político, abogado y diplomático guyanés. Fue el primer representante de su país en Estados Unidos y la Organización de Naciones Unidas.

## Biografía
Nació en el pueblo de Cane Grove, donde su padre era farmacéutico, en la entonces colonia de Guayana Británica. Creció a las afueras de la capital Georgetown, y fue educado en el Queen's College. De 1939 a 1942, estudió abogacía en la Universidad de Londres y se unió al Middle Temple en 1942. Durante la Segunda Guerra Mundial formó parte de la Liga de los Pueblos Coloreados, una organización británica que hacía campaña contra la discriminación racial y que organizaba conferencias anticolonialistas.
Con la llegada al Reino Unido de voluntarios militares del Caribe y África, y un número creciente de soldados afroamericanos, la experiencia jurídica de Carter llegó a ser invaluable para la Liga, trabajando en numerosos casos de discriminación. En 1944, se involucró en el célebre caso de un soldado afroamericano que servía en Reino Unido y que había sido condenado a muerte por un tribunal militar estadounidense. Al final, la sentencia fue conmutada.
Regresó a su país en 1945 y estableció un estudio jurídico, encontrándose entre sus clientes Forbes Burnham y Desmond Hoyte. En 1948, con solo 29 años, se convirtió en el miembro más joven del consejo legislativo de la colonia, siendo electo por el Partido Laborista. En 1952, fundó el Partido Demócrata Unido que en 1957 se unió al Congreso Nacional del Pueblo, siendo Carter su primer presidente.
En 1963 fue nombrado presidente del consejo de la Universidad de Guyana. En 1966, el año de la independencia de su país, se convirtió en el primer embajador ante Estados Unidos, la ONU y el primer alto comisionado en Canadá. Ese mismo año se convirtió en Sir John Carter, obteniendo el título de Caballero otorgado por la Reina Isabel II del Reino Unido. También recibió la Corona de Honor de Guyana en 1973 y la Orden de Roraima de Guyana en 1984.
En 1970, fue nombrado alto comisionado en Reino Unido. También fue acreditado en Francia, Alemania Occidental, Unión Soviética y Yugoslavia. Sus labores diplomáticas en Londres implicaron relaciones raciales y la defensa los cambios políticos radicales de su país (incluyendo la nacionalización de la compañía azucarera británica y la unión al Movimiento de Países No Alineados). Entre 1979 y 1979 fue embajador ante la República Popular China, siendo también acreditado ante Japón y Corea del Norte.
En 1981, cuando se necesitaba reparar las relaciones entre Guyana y el nuevo gobierno conservador de Jamaica, Carter fue nombrado alto comisionado en la isla. En 1983, se retiró a Washington D. C. con su segunda esposa, de nacionalidad estadounidense, dedicándose a causas caritativas.
En cuanto a su vida personal, se casó dos veces (divorciándose en los años 1950), teniendo cuatro hijos. Falleció en febrero de 2005 a causa de una hipertensión pulmonar.